# Corpo grigio
In fisica, in particolare in termodinamica, si definisce corpo grigio un corpo in equilibrio termico la cui emissività è inferiore a quella unitaria (per definizione attribuita al corpo nero) ed indipendente dalla frequenza. L'analogia con il colore grigio è dovuta al fatto che un oggetto che appare di tale colore ha la caratteristica di assorbire allo stesso modo la luce a tutte le frequenze dello spettro visibile.